# Станский, Отто
О́тто Карл Йозеф Ста́нский (нем. Otto Karl Josef Zdansky; 28 ноября 1894, Вена — 26 декабря 1988, Уппсала) — австрийско-шведский геолог и палеонтолог. Профессор.

## Биография
Отто родился в семье торговца Карла Станского и его жены Оттилии Верхейм. Еврей по происхождению, Отто Станский переехал в Уппсалу после Первой мировой войны, где его взял под опеку студенческий союз Уппсальского университета. Благодаря учебе в своем родном городе и благодаря контактам с профессором палеонтологии в университете Карлом Виманом ему удалось завершить учёбу и получить докторскую степень. 21 марта 1921 года окончил Венский университет со степенью доктора философии за диссертацию: «О височной области щитовидного черепа жабы» (Über die Temporalregion des Schildkrötenschädels). 
Виман был хорошо знаком с исследователем Йоханом Гуннаром Андерссоном, который в начале 1920-х годов руководил раскопками в Китае. Благодаря этим контактам Станский смог принять участие в раскопках геологического института в Китае в нижней пещере Чжоукоудянь, где к концу 1920-х годов были найдены несколько ископаемых черепов, принадлежащих роду Homo, возрастом 400 000—500 000 лет. Будучи помощником Гуннара Андерссона, он  в 1921 году обнаружил ископаемый зуб «пекинского человека». Когда он позже вернулся в Уппсалу и просмотрел привезённый туда собранный материал, он обнаружил ещё два зуба. Он сохранил свои находки и ничего не публиковал до 1926 года, когда у него появилось возможность провести более тщательное исследование пещеры. Он опубликовал результаты своих исследований в журнале Nature и в китайском Бюллетене геологических изысканий, описав находки как зубы ископаемых видов рода Homo. Позже они были классифицированы как принадлежащие к Homo erectus. Исследования продолжили канадский палеонтолог Дэвидсон Блэк и француз Тейяр де Шарден, частично в сотрудничестве с Станским и Гуннаром Андерссоном. Были сделаны дальнейшие открытия, и ископаемый родственник человека был назван Sinanthropus pekinensis.
Отто Станский также стал известен раскопками ископаемых млекопитающих в районе уезда Баодэ, провинция Шаньси.
В 1927 года он женился на Норе Андерсон и получил должность профессора в Каирском университете, которую сохранял до 1950 года, прежде чем вернуться в Швецию и Уппсалу. 
Во времена нацизма был лишён в Австрии учёной степени на основании еврейского происхождения (eines akademischen Grades einer deutschen Hochschule unwuerdig).
Параллельно с наукой он активно занимался скульптурой и участвовал в коллективных выставках в Уппсале. Его скульптурные произведения выполнены из латуни, железа и медного листа, его творчеству присущи абстрактные мотивы со стилизованными животными в виде аппликаций из дерева или линолеума.
Отто Станский похоронен на старом кладбище в Уппсале.